# Polyamblyodon gibbosum
Polyamblyodon gibbosum es una especie de peces de la familia Sparidae en el orden de los Perciformes.

## Morfología
• Los machos pueden llegar alcanzar los 60 cm de longitud total.

## Alimentación
Come invertebrados, principalmente crustáceos y moluscos.

## Distribución geográfica
Se encuentra en las  costas occidentales del Océano Índico: desde Beira (Mozambique) hasta Sudáfrica y Madagascar.